# Möngönmorit járás
Möngönmorit járás (mongol nyelven: Мөнгөнморьт сум) Mongólia Központi tartományának egyik járása, Ulánbátortól északkeletre fekszik.
Székhelye Möngönmorit (Мөнгөнморьт).